# 君の涙にこんなに恋してる
「君の涙にこんなに恋してる」（きみのなみだにこんなにこいしてる）は、なついろの1枚目のシングル。2012年8月29日にGIZA studio／D-GOから発売された。

## 概要
森川七月率いるユニットのデビュー・シングル及びD-GOリリース第一弾シングルはytv制作・日本テレビ系『名探偵コナン』オープニングテーマ(2012年9月1日～12月15日)。読売テレビ・日本テレビ系テレビアニメ『まじっく快斗』オープニングテーマ(2012年8月4日～12月29日)。初回盤は名探偵コナン盤としてテレビサイズになっており、主要キャラクターの毛利蘭が海岸でアーティスト名と表題曲を指で描くというものになっている。D-GOからリリースした作品ではオリコン週間チャートで初の100位以内にランクインした。作曲を担当した大野愛果は後に、表題曲を2013年12月発売のアルバム「Silent Passage」でセルフカバーをした。

## 収録曲

### 名探偵コナン盤
全曲　作曲：大野愛果　編曲：葉山たけし
1. 君の涙にこんなに恋してる
作詞：奥野夏夕
2. 思い出は…
作詞：山崎好詩未
3. 君の涙にこんなに恋してる（TVサイズVer.）[1][3]
4. 君の涙にこんなに恋してる（instrumental）
5. 思い出は…（instrumental）

### 通常盤
1. 君の涙にこんなに恋してる
2. 思い出は…
3. 君の涙にこんなに恋してる（instrumental）
4. 思い出は…（instrumental）